# Tanzania
Tanzania, formellt Förenade republiken Tanzania (engelska: United Republic of Tanzania, swahili: Jamhuri ya Muungano wa Tanzania), är en suverän stat i Östafrika som gränsar till Kenya och Uganda i norr, Rwanda, Burundi och Kongo-Kinshasa i väster och Zambia, Malawi och Moçambique i söder. I öster har landet kust till Indiska oceanen.
Tanzania består av 30 regioner (mikoa), varav 5 i den autonoma regionen Zanzibar. Statschefen är president Samia Suluhu, som svors in som landets 7:e och första kvinnliga president 19 mars 2021. 1996 flyttades regeringssätet och parlamentet från Dar es-Salaam till Dodoma, varigenom Dodoma blev Tanzanias huvudstad. Dar es-Salaam är fortfarande den viktigaste kommersiella staden i landet, och innehåller de flesta av regeringsinstitutionerna.

## Namn
Landets namn är ett teleskopord av Tanganyika, vilket är fastlandet, och Zanzibar, en kustnära ögrupp. De två före detta brittiska kolonierna förenades 1964 och bildade Förenade republiken Tanganyika och Zanzibar, som senare samma år bytte namn till Förenade republiken Tanzania.

## Historia

### Förhistoria
Nuvarande Tanzania har en lång historia. De äldsta fynden som visar att människor funnit i området finns i Great Rift Valley och är mellan tre och fyra miljoner år gamla. 1,8 miljoner år gamla fynd har hittats i Olduvai och även i Kalambofallen har fynd från äldre paleolitikum hittats. Det har också hittats spånredskap från Eyasisjön och från Kisese i centrala Tanzania liksom paleolitisk klippkonst i centrala höglandet och kring Nyarunazisjön. Dessa är ungefär 22 000 år gamla. Boskapsskötande samhällen har funnits på norra Tanzanias slättland sedan omkring 2000 år f.Kr. De äldsta kända fynden från järnframställning i Östafrika har hittats vid Kuturukwa nära Victoriasjön. Där kan järnframställning ha pågått från cirka 800 f.Kr.
Nära kusten har keramik i den så kallade kwaletraditionen påträffats, vilken antas ha tillverkats av de jordbrukspopulationer som bredde ut sig över östra och södra Afrika i början av första årtusendet f.Kr.

### Portugisisk koloni
Vasco da Gama kom till Swahilikusten i slutet av 1400-talet, vilket väckte européerna intresse för regionen. Området, som varit fredligt och blomstrade, drabbades hårt av portugiserna ankomst. Inledningsvis slog de lokala handelsmännen ner portugiserna. Men portugiserna återkom efter några år och plundrade och trakasserade befolkningen innan de tog kontroll över Kilwa. År 1503 tog portugiserna kontroll över den största ön som tillhörde Zanzibar, Unguja. Från år 1525 var större delen av Östafrika kust under portugisisk kontroll.

### Omansk koloni
År 1698 besegrade Sultanatet Oman portugiserna och tog därefter kontrollen över både Zanzibar och stora delar av Östafrikanska kusten. Oman kom att flytta sin huvudstad till Zanzibar år 1830, och handeln i området utvecklades. Zanzibar och Kilwa blev utgångspunkterna för handelskaravaner och handeln bestod i huvudsak av slavar och elfenben. År 1825 kom handelskaravanerna även till Nyamweziriket och senare även Tanganyikasjön och Viktoriasjön. Handelskaravanerna förde med sig idéer, kunskap, språk och religion, men de spred också vapen och sjukdomar.

### Europeiska kolonier
Tanzanias fastland erövrades av en tysk företagare under slutet av 1800-talet. Detta efter att lokala hövdingar ”för all framtid” överlåtit landområden motsvarande  norra hälften av nuvarande Tanzania samt nuvarande Rwanda och Burundi. Den tyska ockupationen erkändes av Storbritannien år 1886. Zanzibar blev protektorat under Storbritannien år 1890 efter att ha skaffat sig ett starkt inflytande över Zanzibarsultanerna.
Tyskland tog över kontrollen av Tanzanias fastland från den tyska företagaren och utvidgade samtidigt kontrollen över större landområden. Afrikanerna bjöd dock på starkt motstånd och åren 1905 till 1906 kom det som kallas Maji-Maji-revolten, där omkring 120 000 människor dödades av Tysklands koloniala armé.
Som en följd av Tysklands nederlag i första världskriget kom Tyska Östafrika att delas och dåvarande Nationernas förbund lät Storbritannien ansvara för Tanganyika från och med år 1922, samtidigt anförtroddes Belgien områdena i Rwanda och Burundi. Vid det laget var Tanzania svårt sargat av kriget i Tanzania där två miljoner människor beräknas ha värvats av de allierade och Tyskland för ”det östafrikanska fälttåget”. Trots nytt styre försämrades situationen för befolkningen när ekonomin stagnerade, jordbruket inriktades på export och det politiska förtrycket ökade. Som ett svar kom krav på förbättrade villkor och mer inflytande till afrikanerna och år 1939 bildades The African Association.

### Självständighetstiden
Tanganyika fick sin självständighet den 9 december 1961, och då blev Julius Nyerere premiärminister; året därpå valdes han till president. Den 10 december 1963 blev Zanzibar självständigt och samtidigt medlem i Samväldet. Året därpå skedde en revolution som ledde till att regeringen avsattes och en republiken bildades. Det var en massaker på tusentals araber som fanns på ön och många araber valde därför också att fly därifrån. Landet utropades som Folkrepubliken  Zanzibar och Pemba och en koalitionsregering tillsattes.
Republiken Tanzania bildades år 1964 genom att Zanzibar och Tanganyika gick samman till ett land. Året därpå utropades landet som en enpartistat, vilket motiverades med att det var nödvändigt för att föra en enad kamp mot fattigdomen. Nyerere, landets ledare, utfärdade år 1967 Arushadeklarationen. Av den framgick att landets vision var självförsörjning och att landsbygden skulle utvecklas i gemenskap, ujamaa.
Ujamaabyar upprättades med tvång och folkets stöd minskade och ekonomins utveckling uteblev, tvärtom rasade den. I början av 1980-talet sökte Tanzania lån hos Internationella valutafonden som tvingade fram anpassningar av ekonomin och minskande av de offentliga utgifterna. I praktiken innebär detta att ujamaa-politiken övergavs. År 1985 lämnade Nyerere presidentposten och efterträddes av Zanzibars president Ali Hassan Mwinyi. Det dröjde till år 1995 innan de första flerpartivalet hölls.

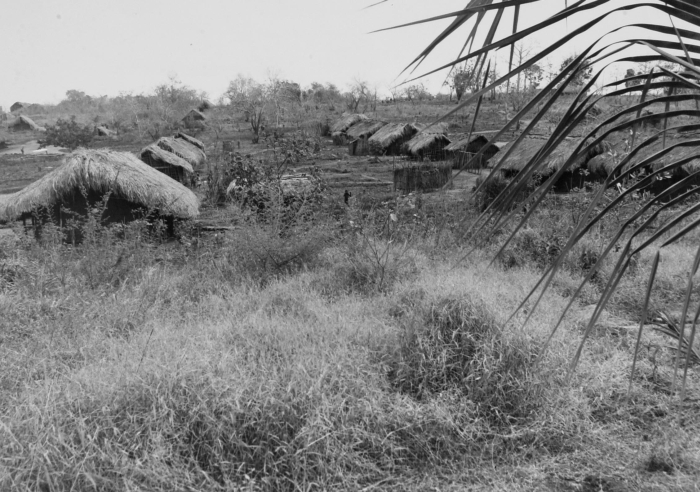
Ujamaabyn Hondogo år 1972

Samtliga val som hållits sedan år 1995 har vunnits av det tidigare statsbärande partiet CCM, men partiet har ändrat inriktning från socialism till en mer liberal hållning sedan 1990-talet. En reformprocess för att ändra Tanzania till en unionsrepublik strandade i början av 2010-talet. Inför valet år 2015 genomfördes en lagändring som kritiserats för att starkt begränsa oppositionens och medias yttrandefrihet. Både i valet år 2015 och 2020 lyckades dock CCM behålla makten, men stödet hade minskat avsevärt. President John Magufuli anklagades under sin tid vid makten för att driva en populistisk och auktoritär politik som inskränkte mänskliga rättigheter. I mars 2021 blev Samia Suluhu Hassan Tanzanias första kvinnliga president. Som vicepresident övertog hon posten efter president Magufulis överraskande död. Hon hör till det regerande partiet Chama Cha Mapinduzi (CCM).

## Geografi

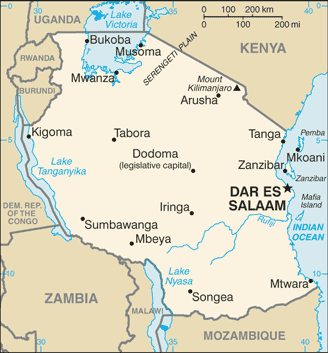
Karta över Tanzania.

Tanzania ligger mellan första och tolfte breddgraden söder om ekvatorn, i Östafrika. Landet består av fastlandet samt öarna Zanzibar och Pemba, skilda från fastlandet av den 35 km breda Zanzibarkanalen, och gränsar till Uganda och Kenya i norr, Rwanda, Burundi och Kongo-Kinshasa i väster, och Zambia, Malawi och Moçambique i söder. Indiska Oceanen ligger till öster. Med 947 300 kvadratkilometers yta är Tanzania världens 31:a största land. 61 500 kvadratkilometer utgörs av sjöar.

### Topografi
Geologiskt är landet huvudsakligen uppbyggt av prekambriska vulkaniska bergarter, graniter och gnejser som bildar stora platåmassiv på 800–1 500 meter över havet. De högsta områdena består av yngre vulkaniskt material. Höglandsplatån avgränsas i öster av kustslätten, och i väster och norr av det östafrikanska gravsänkesystemet (Rift Valley), som sträcker sig genom västra Tanzania. Längs kanterna av gravsänkesystemet är landmassan höjd och bildar markerade höjdryggar. I sänkningszonen ligger flera höga vulkaner, däribland Kilimanjaro, Afrikas högsta berg och en av världens största stratovulkaner. Vulkanen är sovande och består av tre huvudkäglor, Kibo, Mawenzi och Shira, och flera mindre käglor. Här ligger också Meru, Tanzanias näst högsta och Afrikas fjärde högsta berg. I gravsänkesystemet finns också de stora sjöarna, däribland Tanganyika- och Malawisjöarna som utgör delar av Tanzanias västliga gräns. Tanganyikasjöns botten ligger 358 meter under havsytan och är Afrikas lägsta punkt. I norr, mot gränsen till Uganda, ligger Victoriasjön, 1 134 meter över havet.
I den södra spetsen av Tanganyikasjön ligger Afrikas näst högsta vattenfall, Kalambofallen.

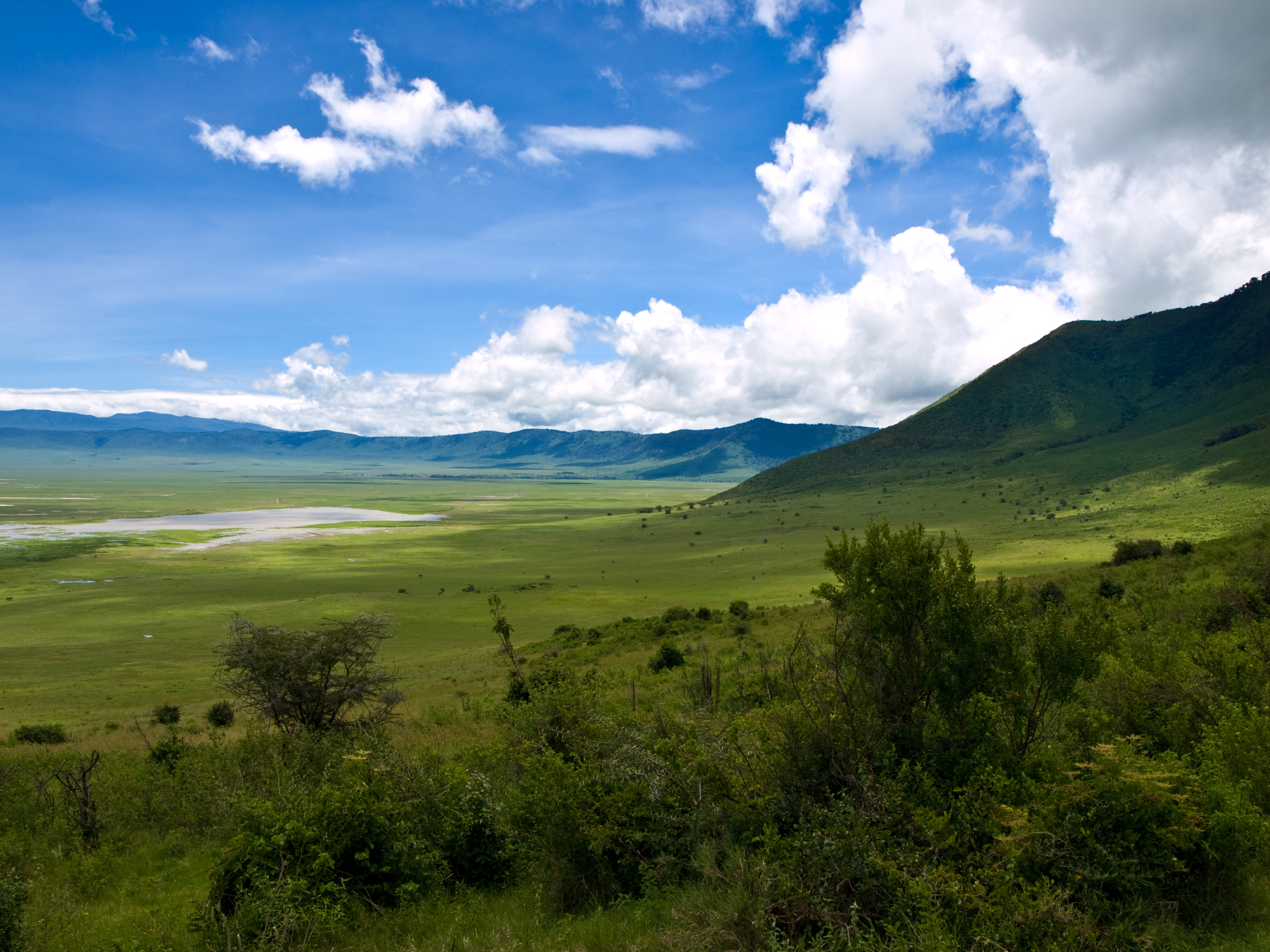
Ngorongorokratern.

Öster och söder om Victoriasjön ligger det stora savannområdet Serengeti med Serengeti nationalpark, som har ett rikt djurliv. I sydostlig riktning från Serengeti ligger den stora Ngorongorokratern, en kaldera med en diameter på 22,5 km. Den öppna grässlätten inne i calderan är betesmark för stora djurflockar, både vilda djur och massajernas boskapshjordar. Också Ngorongoro är nationalpark.
Det centrala platålandskapet sänker sig gradvis mot den låga kustslätten vid Indiska oceanen. Kustslätten höjdes under tertiär och kvartär, men har sedan åter sjunkit; hamnarna i Dar es-Salaam och Kilwa är anlagda i dränkta flodmynningar. Kustslätten är delvis täckt av yngre, marina sediment och delvis av korallrev. Slätten breder ut sig i ett trekantigt lågland innanför Dar es-Salaam och längs Rufijiflodens nedre lopp.

### Hydrografi
De tre stora sjöarna Tanganyikasjön, Malawisjön och Victoriasjön ligger alla delvis inom Tanzanias gränser. Vad gäller Victoriasjön och Tanganyikasjön ligger en majoritet på tanzaniskt territorium, medan bara den absolut nordligaste delen av Malawisjön tillhör Tanzania. Andra stora sjöar, om än mindre än de tre stora, belägna i inlandet är Rukwasjön, Eyasissjön och Manyarasjön.
Rufijifloden, med bifloderna stora Ruahafloden och Kilomberofloden utgör ett större flodsystem som rinner upp i högländerna i söder, och dess mynning är i ett delta söder om Dar es Salaam. Detta bidrar till ett flöde av näringsrikt sediment till Mafiakanalen. Andra större floder är Wami, Ruvu och Pangani, vars vatten kommer från de norra högländerna, och som sedan förs till mynningsområdet i Indiska oceanen. Floden Malagarasi har sitt utrinningsområde i Tanganyikasjön.

### Klimat

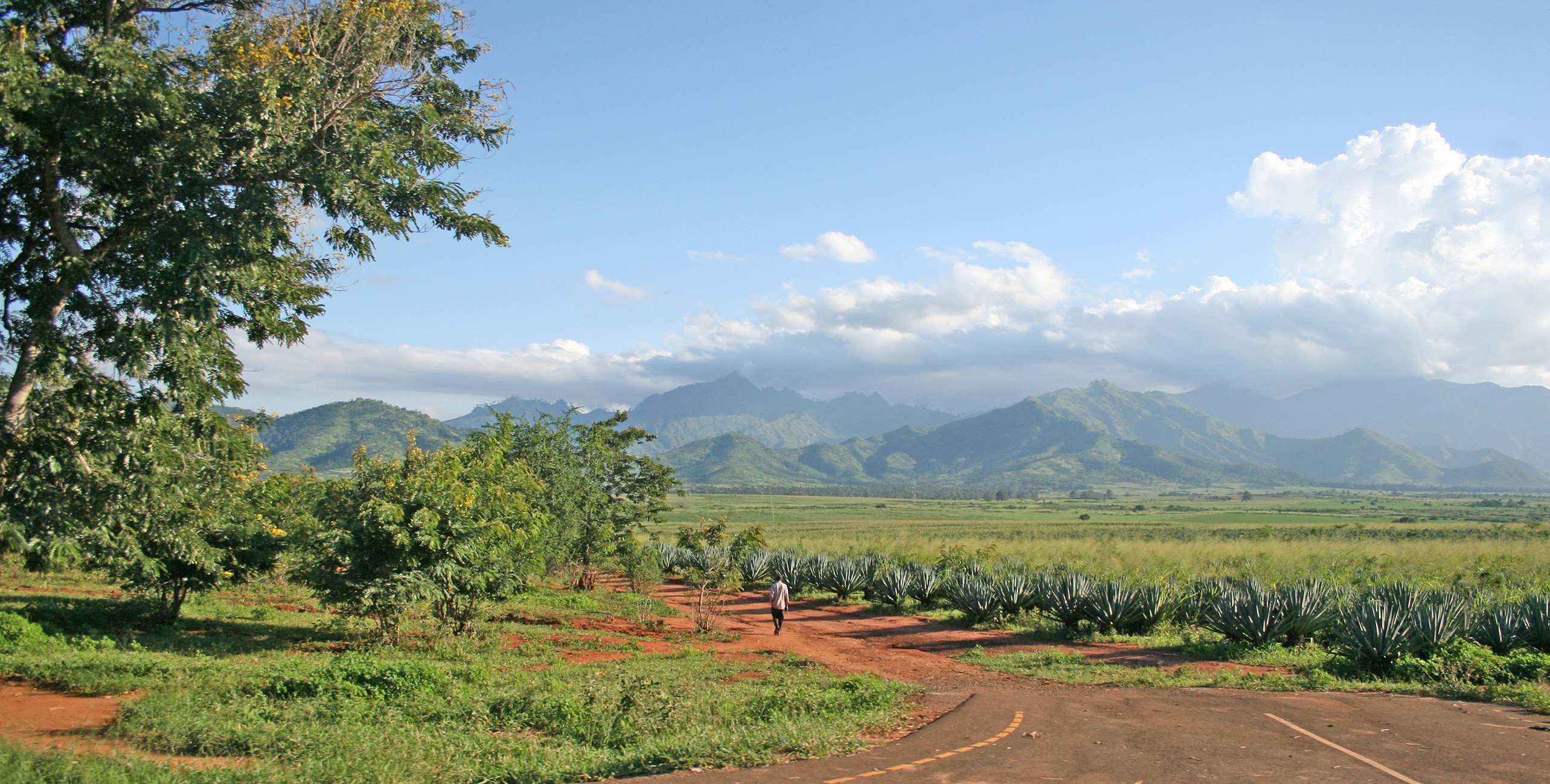
Sisalplantage i Morogoro nära Ulugurubergen.

Tanzanias klimat är i allmänhet varmt, men med lokala variationer, som i huvudsak bestäms av höjden över havet. Större delen av landet har tropiskt savannklimat med en nederbördsfattig årstid från juni till oktober. Klimatet kan delas in i fyra huvudsakliga zoner: kustbältet, platåerna, sjöregionerna och bergsområdena. Kustbältet, som sträcker sig mellan 10 och 100 kilometer in i landet, utgör tillsammans med öarna utanför kusten en speciell klimatzon med temperaturer på knappt 30°C året om, med en relativ luftfuktighet på nära hundra %. Varmast är det mellan november och mars; därefter kommer en regnperiod med något svalare temperaturer mellan mars och maj. En kort regnperiod inträffar ofta även i december. Zonen är låglänt med tät skog och mangroveträsk vid flodmynningar. Vid kusten och längs bergssidorna uppgår årsnederbörden till 1 000–1 500 mm.
Bergsområdena utgörs av en serie bergskedjor i det tanzaniska inlandet. I norr ligger Usambarabergen, Parebergen, Kilimanjaro och Meru, och Hananghöglandet något västerut. Dessa högländer har vulkaniskt ursprung, och jordarna är näringsrika. På grund av dess höga belägenhet är klimatet milt, och relativt mycket nederbörd. Till en början växte bergsregnskog i området. Det finns även högländer i söder, dit Ufipaplatån, Iringa- och Mbeyahöglandet och Ulugurubergen vid Morogoro.
Väster om kustbältet, i den centrala delen, reser sig en platå, vilken slutar vid de stora sjöarna, Tanganyikasjön och Victoriasjön. Platån har stäppklimat med en utpräglad torrperiod och en årsnederbörd på omkring 500 mm, som kommer i häftiga skurar i november-december och april-maj, ibland lägre. Den delas i tre delar av bergskedjor: den sydöstra platån, den centrala platån och maasaistäppen. På platån är det stora temperaturskillnader över dygnet, men i allmänhet ganska hög temperatur. Jordarna är näringsfattiga, och det som växer är i huvudsak öppen skog och gräsmarker. Området är som torrast vid maasaistäppen och i sydöst. I de centrala delarna, väster om Tabora, blir nederbörden allt större, och längre västerut blir det yppigare vegetation som övergår i sumpmarker i närheten av Tanganyikasjön.
Omkring Victoriasjön uppstår en annan sorts klimatzon, i och med att sjöns avdunstningar bidrar till en lokal nederbörd, med mellan 1 000 och 2 000 mm per år. Temperaturen är mild, och vegetationen tät i söder och väster, och karg i öster.
| Tanzanias klimat | Tanzanias klimat | Tanzanias klimat | Tanzanias klimat | Tanzanias klimat | Tanzanias klimat | Tanzanias klimat | Tanzanias klimat | Tanzanias klimat | Tanzanias klimat | Tanzanias klimat | Tanzanias klimat |
|                  | Varmast          | Max              | Min              | Kallast          | Max              | Min              | Årsnederbörd     | Våtast           | mm               | Torrast          | mm               |
| ---------------- | ---------------- | ---------------- | ---------------- | ---------------- | ---------------- | ---------------- | ---------------- | ---------------- | ---------------- | ---------------- | ---------------- |
| Songea           | nov              | 28               | 18               | juli             | 22               | 13               | 1125             | jan              | 274              | jun-aug          | <3               |
| Dar es-Salaam    | jan-feb          | 31               | 25               | jul-aug          | 28               | 19               | 1065             | apr              | 290              | aug              | 25               |
| Dodoma           | nov-dec          | 31               | 18               | juli             | 26               | 13               | 570              | jan              | 152              | jul-aug          | 0                |
| Musoma           | okt              | 29               | 19               | juli             | 28               | 17               | 755              | april            | 160              | juli             | 13               |

### Växt- och djurliv

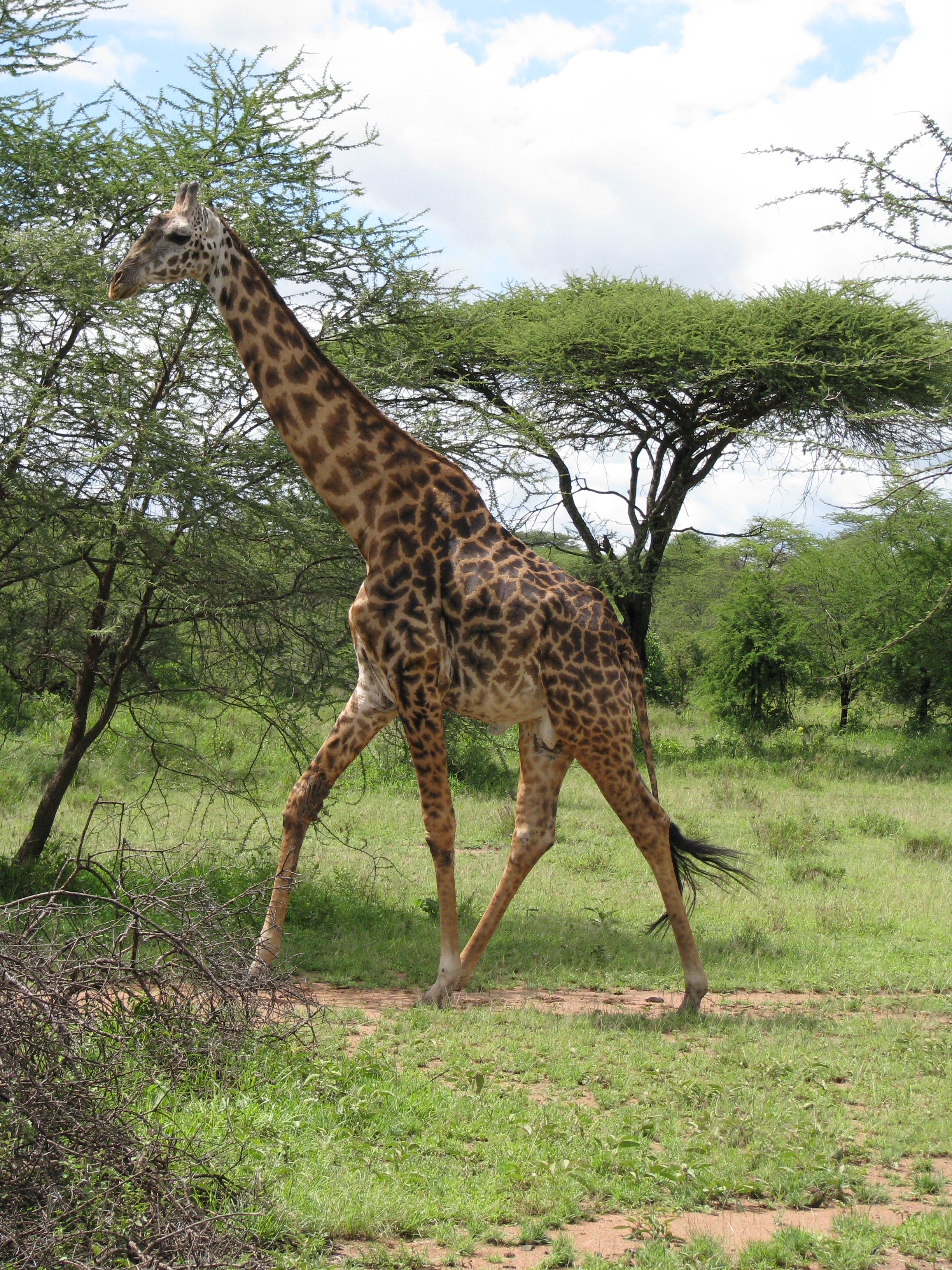
Giraff i Serengeti.

Stora delar av Tanzania är täckta av grässavann med spridd trädvegetation, bland annat akacior och andra trädarter inom ärtväxtfamiljen, däribland Brachystegia och Isoberlinia. Olika typer av skog i större och mindre bestånd är spridda över den största delen av landet. Ovanför trädgränsen återfinns gräsängar, och i nederbördsfattiga områden alpin öken. I områden som ligger i regnskugga dominerar halvöken- och stäppvegetation, medan tjocka gräs- och sävbälten växer längs insjöar och träsk. Längs kusten finns en hel del mangroveskog.
Tanzania har ett rikt djurliv med omkring 320 däggdjursarter, varav 14 endemiska, och 1 000 observerade fågelarter, 21 endemiska. Afrikanska elefanter, flodhäst, kafferbuffel, lejon och leopard, finns i de flesta av  na, och giraff, zebra, antiloper och fläckig hyena är vanliga.

### Naturskydd
Länge var människans inverkan på landskapet i Tanzania lokalt och kortvarigt, men har under 1900-talet och 2000-talet blivit kraftigt förändrat. Befolkningen fördubblades mellan 1960 och 1989, och jordbruk och boskapsskötsel har förändrat vegetationstäcket mycket. Nästan all oskyddad regnskog har huggits ner, och stora "odlingsstäpper" har dykt upp. Ett annat stort problem är jorderosion i tätbefolkade områden, vilket har lett till nyodlingar långt ute på platån. Till följd av detta har det skett en stor avskogning, urlakning av jorden och ökenspridning. Istället för skog och högvilt har gräshyddor, boskapshjordar och majsåkrar växt fram, och i åkrar som lämnats i träda växer snårig sekundärvegetation fram. Nedbrytning av korallreven hotar det marina djurlivet, och tjuvjakt hotar de landlevande djuren, speciellt elefanterna som jagas för sitt elfenben. Landet har på senare år genomgått torkperioder som har påverkat jordbruket.Fortfarande är dock stora områden så gott som orörda, framförallt i naturparkerna Serengeti och Selous, men även i miomboskogen i centrala Tanzania, där tse-tse-flugan stoppar odling och bebyggelse.
Landet har många stora nationalparker,  naturreservat och naturskyddsområden. Totalt har 25 % av landets yta avsatts till detta ändamål. Serengeti National Park, Selous Game Reserve, Ngorongoro Conservation Area och Kilimanjaro National Park har utsetts till Unescos världsarvslista. Gombe Stream nationalpark är känd som platsen där Jane Goodall studerade schimpansernas beteende.

## Styre och politik

### Författning och styre

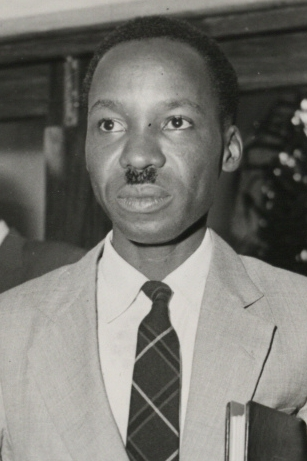
Julius Nyerere.

Tanzania är en republik och fastlandet är i union med ön Zanzibar. Zanzibar har sedan 1985 en egen konstitution och ett eget parlament, representanthuset, samt en egen regering. Representanthuset, som sammantaget har 76 platser, kan ta beslut om frågor rörande Zanzibar och Pemba.
Efter att ha varit en enpartistat i nästan tre decennier har Tanzania sedan 1992 ett flerpartisystem. Det är dock inte tillåtet att ställa upp som oberoende kandidat i valen. Efter 1992 har även landets rättssystem utvecklats och blivit mer självständigt men är mycket korrumperat och ineffektivt.

### Administrativ indelning

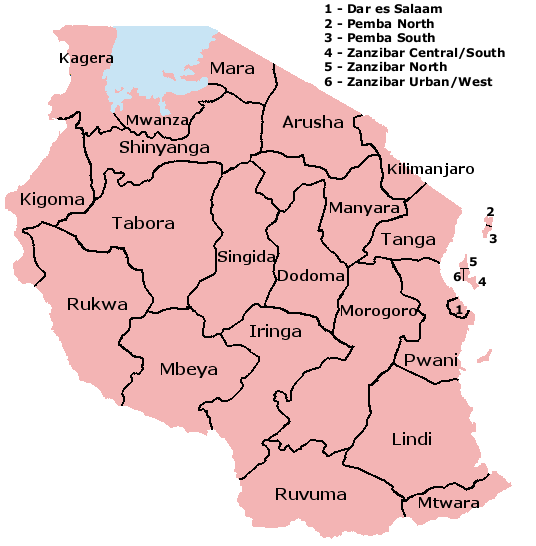
Tanzanias regioner år 2006.

Tanzania är indelat i 31 regioner, varav en region bildades 2016. Dessa regioner är i sin tur indelade i distrikt, wilaya, som vidare är indelade i mindre administrativa enheter som kallas shehia. Dessa är i sin tur uppdelade i byområden och vägområden som är klassificerade som urbana, rurala eller blandade områden.

### Internationella relationer
Julius Nyerere, som tillträdde som landets president efter självständigheten 1961, antog 1967 Arushadeklarationen, som föreskrev att alla utvecklingsansträngningar skulle centreras kring landsbygdsbefolkningen, med utvecklingsmål som socialism och självtillit. Utvecklingspolitiken överensstämde med svensk biståndspolitik, vilket har resulterat i att Tanzania näst efter Vietnam har mottagit mest bistånd från Sverige.

## Ekonomi och infrastruktur

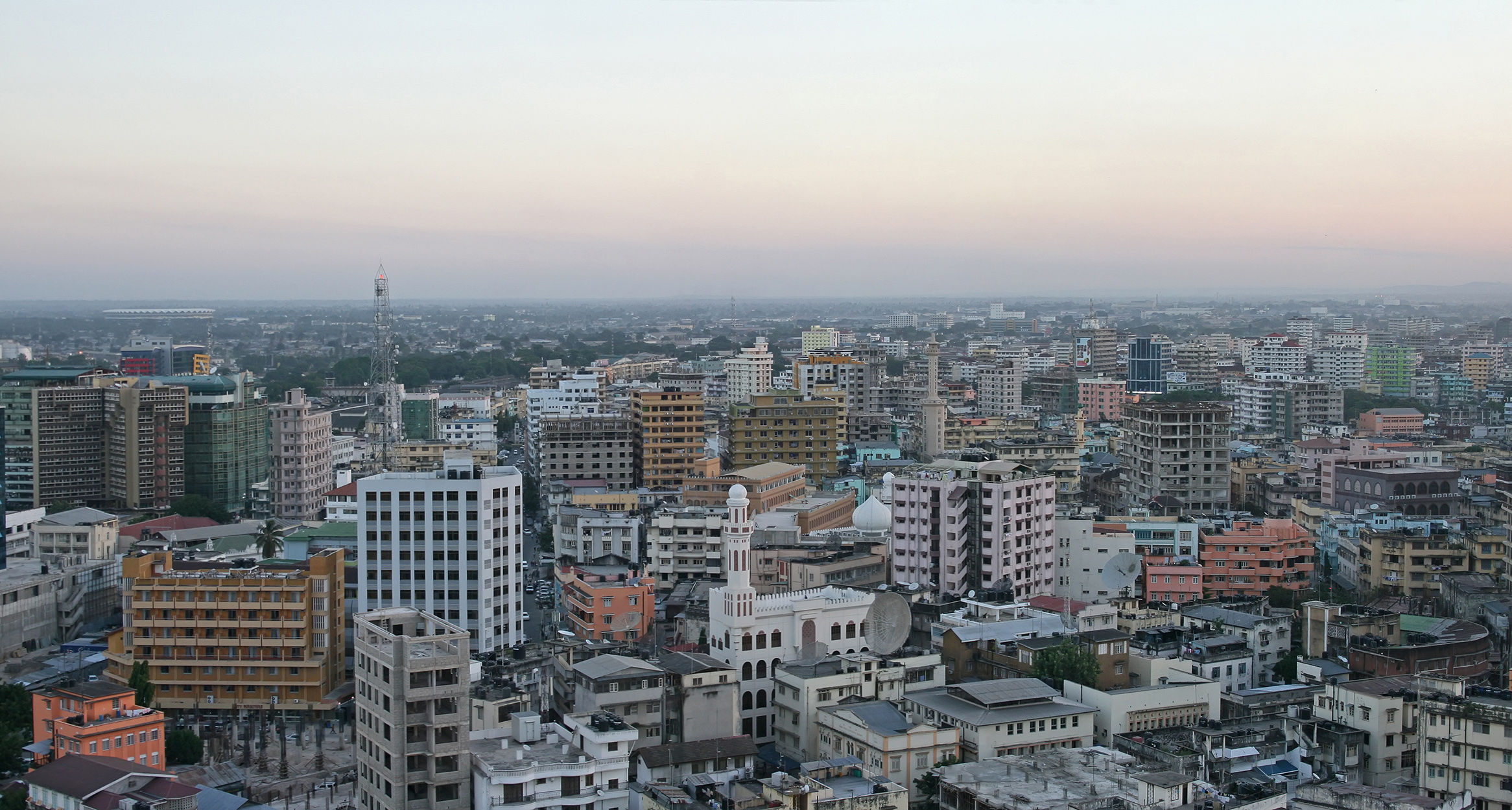
Panorama över Dar es Salaam.

Efter självständigheten 1961 kom en svår ekonomisk nedgång. I den socialistiskt styrda ekonomin ägde staten alla större företag och kontrollerade ekonomin. Priser som inte följde prismekanismen ledde till dålig export, låg reell tillväxt, och en hög inflation. Slutligen minskade produktionen från jordbruket, som hade kollektiviserats av Nyerere under den inhemska kommunistiska varianten Ujamaa, stadigt. Efter Nyereres avgång 1986 liberaliserades ekonomin med delvis marknadsorienterade reformer, såsom ett nytt jordbrukssystem, priser mer enligt prismekanismen och en finanssystemreform. Trots detta var tillväxten låg ända fram till 1995. Strukturförändringar sedan dess har förbättrat ekonomin: ett finansdepartement med stöd av bland annat IMF för att rehabilitera den gammalmodiga ekonomiska infrastrukturen.
Tillväxten under 2000-talet har legat på i genomsnitt 6 % per år; under 1990-talets slut låg samma siffra under 5. Samtidigt är statsskulden förhållandevis låg. Tillväxten har dock inte förbättrat tanzaniernas liv i samma utsträckning, och budgeten är till uppemot 30 % beroende av bidrag. Turistindustrin minskade kraftigt under den finansiella krisen, även om tillväxten var fortsatt ganska stark under 2010. Dock ligger inflationen på över 10 %, delvis på grund av höga matpriser.  I början av 2020-talet var Tanzania en av Afrikas fattigaste länder där omkring 25 % av befolkningen beräknades vara fattiga.

### Näringsliv

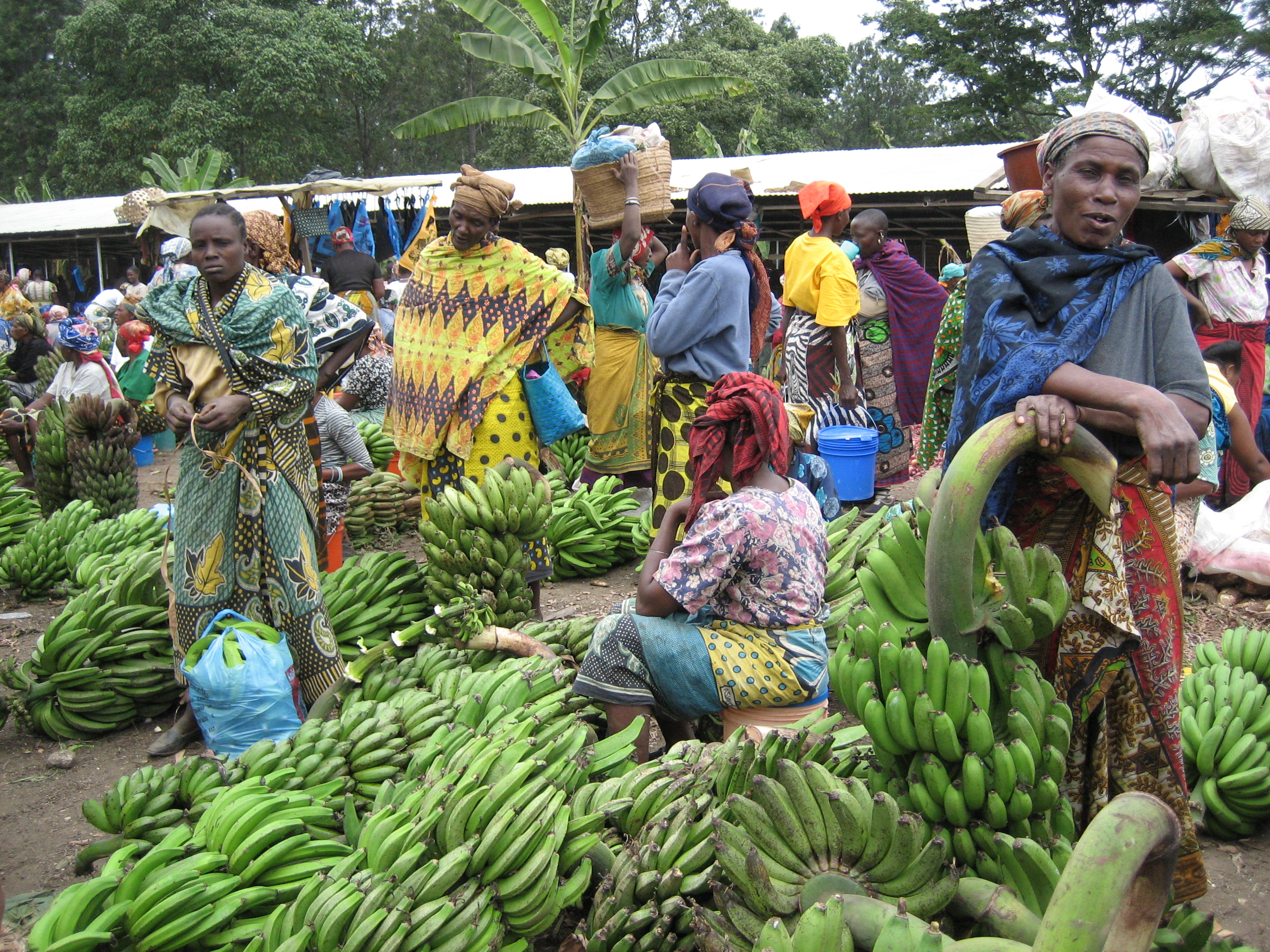
Marknad nära Arusha, Tanzania.

Tanzanias BNP (köpkraftsjusterad) låg 2017 på 163,5 miljarder amerikanska dollar och BNP (köpkraftsjusterad) per capita var 3 296,5 amerikanska dollar. BNP:s tillväxt låg 2016 på 7,2 %.

#### Jord-, skogsbruk och fiske
Jordbruket är landets viktigaste sektor, och motsvarade år 2016 25,1 % av BNP, med produkter som kaffe, bomull, te, kryddnejlika, sisal och cashewnötter, vilka utgör en stor majoritet av exportintäkterna. Jordbruket utgör dessutom 85 % av exporten och sysselsätter 80 % av arbetskraften. Stora delar av jordbruksprodukterna når aldrig marknaden, vilket frustrerar jordbrukssektorns tillväxt. Landets topografi och klimat begränsar odlingen till endast 4 % av landets yta. Zanzibars ekonomi är till stor del baserad på framställning av kryddnejlika, även om turismen är en lovande och ökande sektor.
| Marksort              | procent |
| --------------------- | ------- |
| Odlad jord            | 14,3 %  |
| Permanent betesmark   | 27,1 %  |
| Permanent odlingsmark | 2,3 %   |
| Skogsmarker           | 38,3 %  |
| Övrigt                | 19,0 %  |

1970 var andelen odlad jord enbart en tjugondel av den totala mängden mark. Sedan dess har andelen odlad jord utökats, med mark som tidigare var betes- och skogsmark. Dock är jordmånen väldigt varierande, vilket gör att det inte går att odla över allt. Även regnbrist hämmar odling. För att utöka den odlade jorden skulle konstbevattning, dränering och bekämpning av tse-tse-flugor behövas.

#### Energi och råvaror
En av de huvudsakliga naturresurserna är vattenkraft, som drygt 66,5 % av elektriciteten produceras av (resterande av fossila bränslen). Andra naturresurser är kol, järn, ädelstenar, metaller som guld och nickel, naturgas, diamant, råolja, fiske, vilda djur och skogsprodukter.

#### Industri
Industrin och tillverkningen utgjorde år 2016 27,6 % av BNP - därmed en av de minsta industrisektorerna i Afrika - med produkter som textil, förädling av jordbruksprodukter, stål, aluminium, färger, cement, matolja, öl, mineralvatten och läskedrycker. Industrierna är centrerade kring Dar es-Salaam. Dålig vatten- och elektricitetsinfrastruktur hindrar tillverkningen, som mestadels producerar för den inhemska marknaden.

### Handel
Exporten uppgick 2010 till $3,8 miljarder, vilket motsvarar knappt 26 miljarder kronor, med länder som Storbritannien, Tyskland, Indien, Japan och Kina. Saker man importerar är bland annat petroleum, maskiner, mediciner och kemikalier, från bland annat Storbritannien, Tyskland, Japan, Kenya och USA. Landet uppmuntrar till investeringar från utlandet, även om en stor byråkrati hindrar en del från att investera.

### Infrastruktur

#### Transporter
Tanzania är ett vidsträckt och delvis glesbefolkat land, och delar av landet, särskilt de centrala inlandsområdena, har dåliga kommunikationer. Vägnätet på omkring 88 000 km är i relativt dåligt skick, och bara en mindre del har fast beläggning. De viktigaste hamnstäderna vid Indiska oceanen är Dar es-Salaam, Mtwara och Tanga. Det finns båtförbindelse till grannländerna på Victoriasjön, Tanganyikasjön och Malawisjön. Dar es-Salaam och Tanga har järnvägsförbindelse med inlandet och är sammanknutna med Kenyas järnvägsnät. Den tanzaniska järnvägen betjänar också flera andra stater: Burundi, Rwanda, Kongo-Kinshasa, Uganda och Zambia. Med kinesisk hjälp byggdes i början av 1970-talet en 1 860 km lång järnvägsförbindelse, Tazara-järnvägen eller Tanzam-järnvägen mellan kopparfälten i Zambia och utskeppningshamnen Dar es-Salaam. Det finns flera flygplatser och landningsbanor i landet; de viktigaste internationella flygplatserna ligger i Dar es-Salaam och Arusha.

#### Vatten
1971 antog den tanzaniska regeringen en policy som påbjöd att alla invånare skulle ha drickbart vatten inom 400 meters avstånd från sina hem innan 1991. Utländska biståndsgivare bidrog huvudsakligen till att lösa detta, men invånarna varken konsulterades eller involverades i de nyckelfärdiga projekt som skapades, och driftaspekter diskuterades inte. En studie visade ungefär 20 år senare att moderna vattentillgångar kunde ge vatten till ungefär 40 % av den lantliga befolkningen. Dålig skötsel och drift ledde till att bara 5 % faktiskt beräknades ha säkra vattentillgångar hela tiden, och att övriga hade det som bäst tidvis, något som en studie från Världsbanken från 1988 visade vara ett problem som de flesta bidragsbaserade vattentillgångar i tredje världen hade. De dåliga resultaten ledde till att man ändrade policy från nyckelfärdiga projekt till projekt med mer lokal inverkan. Staten ledde utvecklingsprojekt i samarbete med invånarna, vilket ledde till mer hållbara lösningar. På många ställen överlevde landsbygdsbefolkningen genom egna arrangemang, som drevs och kontrollerades i lokala föreningar.

#### Utbildning och forskning
Grundskolan är obligatorisk och gratis. Den omfattar sju år och börjar vid sju års ålder. Undervisningsspråket är formellt Swahili, men majoriteten av de privata skolorna och ett fåtal av de offentliga skolorna undervisar på engelska. Sekundärskolan är frivillig och består av fyra plus två år. Antagningskrav liksom möjligheten att betala skolavgift är avgörande för möjligheten till skolplats. I sekundärskolan sker undervisningen på engelska, undantaget språkämnet Swahili.
Enligt uppgifter som avser år 2020 gick 95 procent av barnen mellan 7 och 14 år grundskolan. För sekundärskolan var siffran betydligt lägre, 30 procent.
Det finns nio universitet i Tanzania och flera yrkes- och tekniska högskolor. Det finns också ett öppet universitet som erbjuder deltids- och distansutbildning. Engelska är undervisningsspråket i högre utbildning. Analfabetismen bland den vuxna befolkningen var runt tolv procent år 2021, vilket kan jämföras med år 2015 då motsvarande siffra var 29,4 %.

## Befolkning

### Demografi
På grund av krig, farsoter och missväxt växte befolkningen i Tanzania långsamt ända fram till 1900-talets början. Därefter, och ännu mer efter självständigheten, har mortaliteten successivt sjunkit. Den minskande mortaliteten beror främst på att sjukdomar som smittkoppor och kolera bekämpats allt effektivare, att det finns en större tillgång av livsmedel, och att sjukvården har förbättrats. 1957 hade landet 8,7 miljoner invånare, och 1969 12 231 000. 1978 låg invånarantalet på 17 527 562 invånare.
Den årliga befolkningstillväxten var 2,3 procent mellan 1994 och 2004. År 2016 var siffran 2,77 %.
Födelsetalen är sjunkande, med 36,0 födda per tusen invånare år 2016 mot 37,7 år 2005, 42 1995 och 50 under perioden 1985–1990. Dödstalen beräknades 2016 till 7,8 döda per tusen invånare.

#### Minoriteter
På fastlandet, i Tanganyika, består befolkningen mestadels av bantufolk, bestående av fler än hundra olika folkgrupper, men ingen enskild grupp är stor nog att dominera. Bland de större grupperna märks sukuma, nyamwezi, makonde, chagga, hima, ira, hehe, gogo, ha och nyakusa. Cirka en procent av befolkningen är indier och araber; de flesta av dessa bor på öarna Zanzibar och Pemba. I regionen Kagera finns huvudsakligen hayafolket.
I gränsområdet till Kenya lever massajerna. En minoritetsbefolkning som omfattar ungefär en miljon människor i de båda länderna. Massajerna är ett nilo-sahariskt nomadfolk som i regel livnär sig på boskapsskötsel.

#### Migration
Tanzania har vid flera tillfällen tagit emot hundratusentals flyktingar från grannländerna Rwanda och Burundi. År 2017 fanns till exempel 244 127 flyktingar från Burundi och 50 324 flyktingar från Kongo-Kinshasa i Tanzania. År 2016 var antalet emigranter fler än antalet migranter vilket gjorde att nettomigrationen var negativ och låg på -0,5 migranter per 1 000 invånare.

#### Urbanisering
Tanzania är ett av Afrikas minst urbaniserade länder. 31,6 procent av landets invånare bodde i städer år 2015, men stadsbefolkningen ökade under perioden 2010-2015 med 5,36 % årligen. Urbaniseringsgraden är högre på Zanzibar än på fastlandet. Var människor bosätter sig styrs i hög grad av jordmån, klimatförhållanden och förekomsten av tsetseflugan. Befolkningstätheten är högst kring de stora sjöarna, i högländerna och i andra vattenrika områden som kustområdena vid Indiska oceanen och på öarna Pemba och Zanzibar. Den största staden är Dar es-Salaam med omkring 5,1 miljoner invånare (2015). Staden Mwanza beräknades samma år ha 838 000 invånare .

### Språk
Engelska och bantuspråket kiswahili (swahili) är Tanzanias officiella språk. Engelska är det vanligaste handels-, administrations- och utbildningsspråket, även om de flesta tanzanier inte behärskar språket. 95 procent av landets invånare talar olika bantuspråk. Kiswahili, som fungerar som lingua franca i stora delar av Afrika, är det vanligaste och talas av en stor del av befolkningen. Förutom kiswahili talas även sukuma, nyamwezi, nyakyusa, hehe, chagga, haya, gogo, makonde och ha. I norr förekommer några nilotiska och kushitiska språk, och i landets centrala delar talas sandawe och hadza, som enligt vissa forskare tillhör khoisanspråken. På Zanzibar är förutom swahilin arabiskan utbredd.
Swahili blev officiellt språk först efter självständigheten i december 1961. Sedan dess har det fått en ökande status som lingua franca i landet, och har successivt tagit över den statusen från engelskan, och används exempelvis i landets nationalförsamling.

### Religion
På Zanzibar uppskattades nästan samtliga invånare muslimer 2010. Några större religiösa spänningar har, bortsett från vid valet 1995, aldrig förekommit.
Gränserna mellan religionerna är ofta flytande, särskilt på landet, där de båda abrahamitiska religionerna kan kombineras med inhemsk religion. Den muslimska tron är mest utbredd vid kusten, öarna och de gamla karavanvägarna, och utgör en integrerad del av swahilikulturen. Evangelical Lutheran Church of Tanzania är med sina tre miljoner medlemmar kontinentens största kristna samfund.

### Hälsa
| Hiv och aids             | 2015          | 2020          |
| ------------------------ | ------------- | ------------- |
| Andel av befolkningen    | 4,69 %        | 4,7 %▲        |
| Antal                    | 1,38 miljoner | 1,7 miljoner▲ |
| Dödsfall per år          | 35 700        | 32 000▼       |
| Fetma                    | 2014          | 2016          |
| Andel av befolkningen    | 5,9%          | 8,4 % ▲       |
| Undervikt hos barn <5 år | 2011          | 2018          |
| Andel av befolkningen    | 13,6 %        | 14,6 %▲       |

Uppskattningsvis 4,69 procent av den vuxna befolkningen, cirka 1,38 miljoner människor, bar år 2015 på viruset hiv/aids. Samma år beräknades 35 700 människor årligen dö av viruset. Andelen smittade var nästan konstant till år 2020 då den låg på 4,7 %, men antalet smittade var dock fler, totalt 1,7 miljoner människor men antalet dödsfall minskade något till 32 000 personer.
Mödradödlighet år 2015 var 398 dödsfall per 100 000 födslar. Spädbarnsdödligheten år 2016 var 41,2 dödsfall per 1 000 levande födslar. Manliga  spädbarnsdödligheten var 43,2 dödsfall per 1 000 levande födslar. Den kvinnliga spädbarnsdödligheten var 39,1 dödsfall per 1 000 levande födslar.
Ännu 2005 var den förväntade livslängden bara 49 år för kvinnor och 47 år för män.  År 2012 var den förväntade livslängden, enligt Världshälsoorganisationen, 63 år för kvinnor och 59 år för män. Till år 2016 hade siffran stigit och den förväntade livslängden för kvinnor beräknades till 63,6 år och för män 60,8 år. Befolkningen var dock relativt ung medianåldern var 17,6 år, för män 17,3 år och för kvinnor 17,9 år.

### Övriga befolkningsdata
Den senaste folkräkningen hölls den 26 augusti 2012 och då uppgick den faktiskt befintliga befolkningen i Tanzania (de facto) till 44 928 923 invånare, varav 21 869 990 män och 23 058 933 kvinnor. Folkräkningar hade tidigare hållits 2002, 1998, 1978 och 1967. Invånartalet i Tanzania uppskattades i juli 2016 av The World Factbook till 52 482 726 invånare, medan Förenta nationerna uppskattade befolkningen 1 juli 2016 till 55 156 000. Enligt en beräkning av National Bureau of Statistics baserad på folkräkningen 2012 utgjorde invånarantalet år 2015 48 775 567 personer, varav 23 745 563 män och 25 030 004 kvinnor.

## Kultur

### Massmedier

#### Press och förlag
Situationen för landets medier har förändrats mycket sedan flerpartisystem infördes på 1990-talet. År 2011 hade Tanzania åtta dagstidningar; den största var Uhuru, som är partiorgan för det tidigare statsbärande partiet CCM och hade en upplaga om cirka 100 000. Tidningar finns på både kiswahili och engelska. Fastlandet och Zanzibar har olika mediepolitik. På öarna fanns samma år varken privata tidningar eller radio- och tv-sändningar, även om man kunde ta emot sändningar och läsa tidningar från fastlandet.

#### Radio och television
Nio bolag sände radio i landet år 2011; av dessa ägdes Radio Tanzania och Parapanda Radio Tanzania (PRT) av staten och sände på kiswahili inom landet och på engelska till utlandet. Många av radiostationerna sände nyheter från stora utländska bolag som BBC, Voice of America och Deutsche Welle. Den katolska kyrkan drev sin egen radio. Tv-sändningar i större omfattning inleddes först i mitten av 1990-talet. Den första rikstäckande privata tv-stationen började sända år 1994, och år 2011 fanns det sammanlagt fem stycken, men redan från 1973 hade den statliga Television Zanzibar sänt färg-tv på Zanzibar. År 2001 startade också en statlig tv-station på fastlandet, Televisheni ya Taifa (TVT), men denna var ännu inte rikstäckande år 2011.

### Konstarter

#### Musik och dans
I Tanzania har musik och dans en viktig plats i kulturella ceremonier såväl som i vardag och fest. På fastlandet framförs musiken ofta med hjälp av olika typer av trummor medan musikformen taarab är vanligast på Zanzibar.

#### Bildkonst

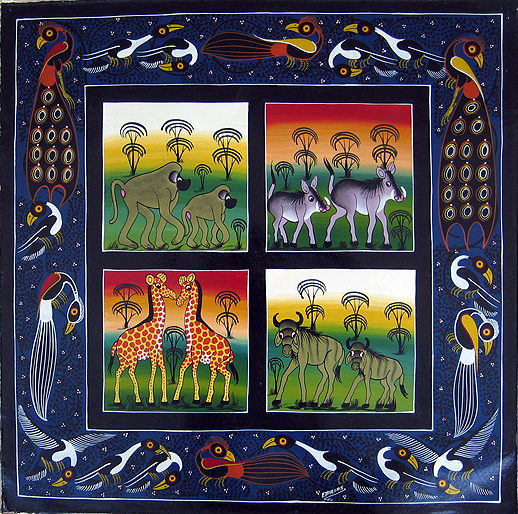
Tingatinga-målningar.

Tanzania har rika traditioner av husbyggande. Chaggafolket byggde i början på 2010-talet ännu runda hus som är typiska för Östafrika. På 1980-talet sattes resurser in för att bevara och restaurera den gamla stenstaden i Zanzibar, bland annat genom användning av autentiska byggmaterial. Husen byggdes i flera våningar, har utsirade balkonger i trä och dörrar dekorerade med förislamska motiv som lotus, fiskar och palmer. Stenstaden fördes år 2000 upp på Unescos världsarvslista.
Flera grupper av självlärda konstnärer grundades i Dar es-Salaam på 1980- och 1990-talen. En grupp som Tingatingamålarna har skapat olika mönster med utgångspunkt i djur, träd och andra motiv från naturen. Centralt står politiska motiv, ofta utförda i expressiva former och rena färger, socialt engagerade figurativa målningar och offentliga muralmålningar. Inom skulpturen är makondefolkets arbeten särskilt kända.

### Traditioner

#### Matkultur
Ugali är Tanzanias nationalrätt, en typ av fast gröt som äts med händerna. Den äter man till vardags som komplement till allt från grönsaker till soppa. Pilau är ett smaksatt ris med influenser från Indien. Många rätter tillagas med banan, Ndizi, då detta odlas i stora mängder i Tanzania. Bland stapelvarorna i Tanzania finns majsmjöl, ris, bönor, hirs och durra vilka utgör basen i de flesta maträtter i landet.

## Internationella rankningar
| Organisation                                | Undersökning                   | Rankning   |
| ------------------------------------------- | ------------------------------ | ---------- |
| The Economist                               | Demokratiindex 2019            | 91 av 167  |
| World Bank Group                            | Doing Business Report 2019     | 141 av 190 |
| Heritage Foundation/The Wall Street Journal | Ekonomisk frihet-index 2019    | 94 av 180  |
| FN:s utvecklingsprogram                     | Human Development Index 2018   | 159 av 189 |
| Transparency International                  | Korruptionsindex 2018          | 99 av 180  |
| Reportrar utan gränser                      | World Press Freedom Index 2019 | 118 av 180 |